# Balašicha
Balašicha (rusky: Балашиха, výslovnost [bɘɫɘ'ɕixa]IPA) je město v Rusku, v Moskevské oblasti. Město se nachází asi 25 km východně od centra Moskvy. Žije zde 215 353 obyvatel (2010). Status města obdržela Balašicha v roce 1928. V roce 2015 došlo ke sloučení měst Balašicha a Železnodorožnyj - původní Balašicha měla před sloučením 261 000 obyvatel a Železnodorožnyj 152 000 obyvatel. V současnosti má Balašicha cca 424 000 obyvatel.
Od roku 1949 zde sídlí hokejový klub HC MVD Balašicha.